# 阿尔布尔斯
阿尔布尔斯（法語：Arbourse，法語發音：[aʁbuʁs]）是法国涅夫勒省的一个市镇，属于卢瓦尔河畔科讷库尔区。

## 地理
阿尔布尔斯（47°14'56"N, 3°13'37"E）面积9.2 平方千米，位于法国勃艮第-弗朗什-孔泰大區涅夫勒省，该省份为法国中部省份，北至约讷省，西北接卢瓦雷省，西接谢尔省，南至阿列省，东南接索恩-卢瓦尔省，东临科多尔省。
与阿尔布尔斯接壤的市镇（或旧市镇、城区）包括：巴尔日谷新堡、涅夫勒河畔拉塞勒、沙奈、涅夫勒河畔栋皮埃尔、纳奈。

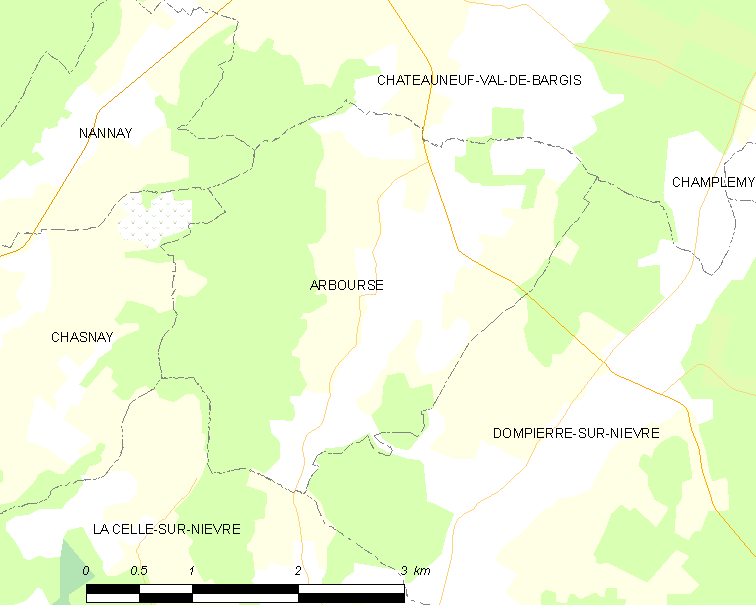
阿尔布尔斯的OSM定位图

阿尔布尔斯的时区为UTC+01:00、UTC+02:00（夏令时）。

## 行政
阿尔布尔斯的邮政编码为58350，INSEE市镇编码为58009。

## 政治
阿尔布尔斯所属的省级选区为卢瓦尔河畔拉沙里泰县。

## 人口

1962-2008年间阿尔布尔斯人口变化图示

阿尔布尔斯于2022年1月1日时的人口数量为123人。